# Andrzej Mielewski
Andrzej Mielewski, właśc. Andrij Sydir lub Andrzej Sidor (Sydor) (ur. 1867 w Tołszczowie koło Lwowa  – zm. 11 kwietnia 1916 w Krakowie) –  działający w polskim teatrze aktor i reżyser, wywodzący się z rodziny ukraińsko-polskiej.

## Życiorys
Zadebiutował w roku 1886 występując w zespołach objazdowych i na scenach prowincjonalnych m.in. Barbary i Adolfa Linkowskich, Antoniego Kattnera. W 1893 roku grał w zespole Lucjana Kwiecińskiego  w Stanisławowie, a następnie na scenie lwowskiej. Do 1894 używał pseudonimu Milewski. . W latach 1893–1908 występował w zespole Teatru Miejskiego w Krakowie (obecnie Teatr im. Słowackiego). Został zatrudniony przez Tadeusza Pawlikowskiego, ale jego kariera nabrała rozpędu za dyrekcji Józefa Kotarbińskiego, który promował romantyczny repertuar. Mielewski zagrał m.in. rolę Gustawa-Konrada w Dziadach oraz Mazepę i Semenkę w dramatach Juliusza Słowackiego ("Mazepa", "Sen srebrny Salomei"). Był także reżyserem. Występował w prapremierach sztuk Stanisława Wyspiańskiego, grając Jaśka w "Weselu", Rapsoda w "Bolesławie Śmiałym", Pieśniarza w "Protesilasie i Laodamii" oraz Rodryga w "Cydzie" (parafraza sztuki Pierre'a Corneille'a). Ceniono go za wybitne zdolności w kreowaniu poetyckich, pełnych rozmachu postaci buntowników z polskiego dramatu romantycznego, jak również za talent w odtwarzaniu nowoczesnych bohaterów. Choć podobno proponowano mu prowadzenie zespołu ukraińskiego, odmówił i zdementował w prasie informację o porzuceniu sceny polskiej. W roku 1908 opuścił Kraków i przeniósł się do Łodzi. Występował tam do 1910 pod kierownictwem Aleksandra Zelwerowicza, a potem także z własnym zespołem w latach 1910 -1913 jako dyrektor Teatru Popularnego. Była to jedna z bardziej udanych propozycji teatru dla szerokiej robotniczej widowni. Przygotował tam m.in. prapremierę "Klątwy" Wyspiańskiego obejmując rolę Księdza. W roku 1913 powrócił do Krakowa, jako aktor i reżyser Teatru m. J. Słowackiego. Po wybuchu I wojny światowej, gdy scena krakowska musiała zawiesić działanie (budynek okresowo zajęło wojsko) kierował "działówką" aktorską występującą w sali  Teatru Nowości w Krakowie. Zmarł w Krakowie i został pochowany na cmentarzu Rakowickim.
Żoną Andrzeja Mielewskiego była aktorka Alina Gryficz-Mielewska.

## Galeria

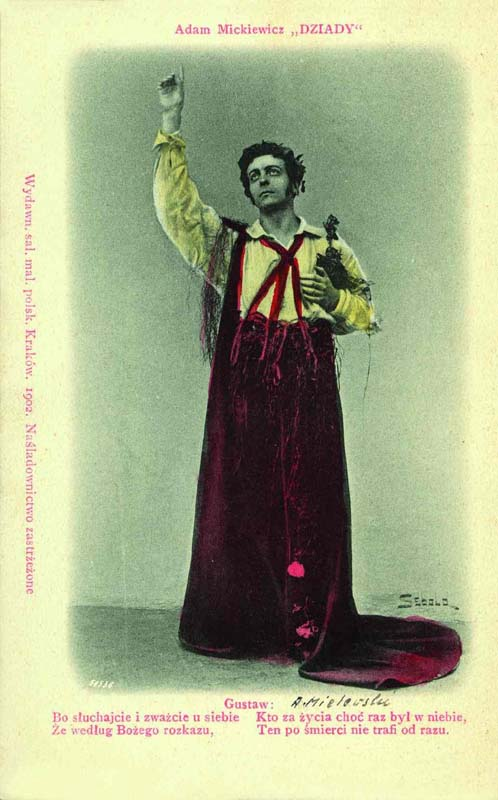
Andrzej Mielewski w roli Gustawa-Konrada w Dziadach (premiera 31 października 1901)
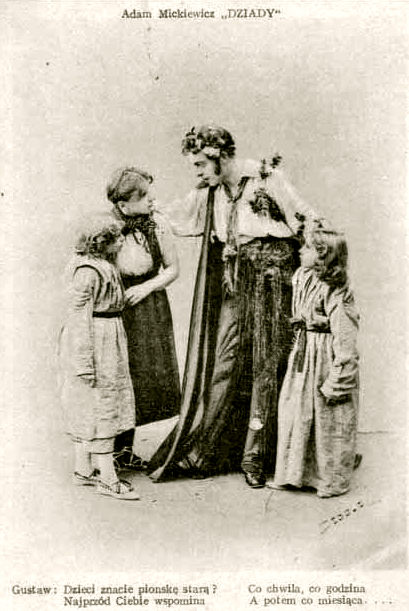
A. Mielewski jako Gustaw-Konrad w Dziadach z 1901
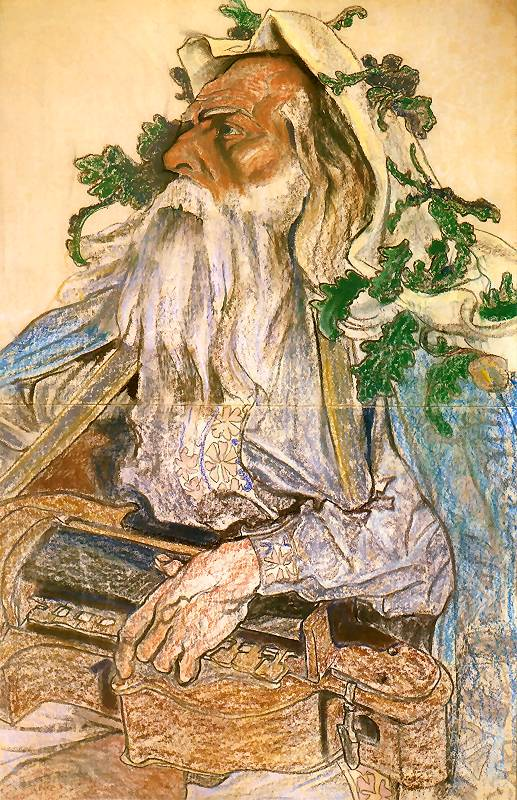
Andrzej Mielewski jako Rapsod w Bolesławie Śmiałym Wyspiańskiego